# Euxoa criddlei
Euxoa criddlei är en fjärilsart som beskrevs av Smith 1908. Euxoa criddlei ingår i släktet Euxoa och familjen nattflyn. Inga underarter finns listade i Catalogue of Life.